# Piercing (romanzo)
Piercing (ピアッシング?, Piasshingu) è un romanzo dell'autore giapponese Ryū Murakami del 1994, uscito in Italia nel 2021.
Dal libro è stato tratto l'omonimo film del 2018, diretto da Nicolas Pesce, in cui la storia è stata trasposta in un'ambientazione occidentale.

## Trama
Kawashima Masayuki è un grafico pubblicitario ventinovenne, felicemente sposato con la coetanea Yōko, con la quale ha avuto da poco la figlia Rie. Un giorno egli inizia a sentire insistentemente la tentazione di trafiggere la figlioletta con un punteruolo da ghiaccio, azione che aveva compiuto anni prima, fortunatamente senza un esito fatale, sulla donna con la quale conviveva. Kawashima si convince che l'unico modo per liberarsi dall'ossessione sia trafiggere un'altra persona fino a ucciderla, perciò pianifica di commettere un delitto. Approfittando di alcuni giorni di ferie obbligatorie, prenota con un falso nome una camera in un grande albergo di Tokyo; da lì chiama dapprima una massaggiatrice erotica di mezza età per verificare la fattibilità del suo progetto, quindi decide che la sua vittima dovrà essere giovane, di corporatura minuta e di pelle chiara.
La ragazza che gli viene mandata successivamente, Sanada Chiaki, risponde a tutti i requisiti; tuttavia, mentre fa una doccia nel bagno della camera prima di sottoporsi alla procedura di bondage concordata col cliente, è assalita dai ricordi dei suoi traumi infantili e si abbandona ad atti di autolesionismo, conficcandosi delle forbicine nelle cosce. Kawashima, spaventato dall'imprevisto che comporta una deviazione dal suo piano, dopo aver tamponato le ferite la porta in ospedale; temendo anche che la ragazza abbia letto i suoi appunti, rimane ad aspettare che sia dimessa e l'accompagna a casa. Il comportamento di Kawashima instilla in Sanada la speranza che questi possa diventare il suo "principe azzurro"; Kawashima, da parte sua, si convince che Sanada abbia tentato il suicidio più volte e che desideri la sua collaborazione per porre fine alla propria vita. Con quest'idea in testa, assale Sanada e riesce a immobilizzarla, ma al momento di infierire su di lei crolla sotto l'effetto dell'Halcion, lo psicofarmaco che Sanada aveva sciolto nella zuppa che gli aveva fatto mangiare per trattenerlo a casa tutta la notte.
Sanada si libera e, avendo compreso dalle parole sconnesse dell'uomo che anch'egli era stato vittime di abusi durante l'infanzia (da parte di sua madre, mentre Sanada era stata abusata dal padre), non chiama la polizia. Quando Kawashima si risveglia la mattina successiva, vede la ragazza che si sta praticando un piercing al capezzolo sinistro, per far da pendant con quello che ha già a sul capezzolo destro e per sublimare l'esperienza di quella notte.

## Edizioni italiane
- Murakami Ryū, Piercing, traduzione e postfazione di Gianluca Coci, collana Asiasphere, Roma, Atmosphere libri, 2021, ISBN 9788865643693.